# Новая Киреметь
Но́вая Киреме́ть (тат. Яңа Татар Кармәте) — село в Аксубаевском районе Республики Татарстан, административный центр Новокиреметского сельского поселения.

## География
Село находится на реке Киреметь, в 6 км к западу от районного центра — посёлка городского типа Аксубаево.

## История
В «Списке населенных мест по сведениям 1859 года», изданном в 1866 году, населённый пункт упомянут как казённая деревня Новая Киреметь 1-го стана Чистопольского уезда Казанской губернии. Располагалась при речке Киреметке, по правую сторону торгового тракта из Чистополя в Бугульму, в 60 верстах от уездного города Чистополя и в 50 верстах от становой квартиры в казённом пригороде Новошешминске. В деревне в 142 дворах жили 877 человек (434 мужчины и 443 женщины). Была мечеть.
С 10 августа 1930 года – в Аксубаевском, с 1 февраля 1963 года – в Октябрьском, с 12 января 1965 года в Аксубаевском районах.

## Население
Численность населения по годам.
| 1782 | 1859 | 1897  | 1908  | 1920  | 1926 | 1938 |
| ---- | ---- | ----- | ----- | ----- | ---- | ---- |
| 77   | ↗883 | ↗1426 | ↗1713 | ↘1184 | ↘750 | ↗792 |
| 1949 | 1958 | 1970  | 1979  | 1989  | 2002 | 2010 |
| ↘706 | ↘687 | ↗933  | ↘796  | ↘412  | ↘373 | ↘350 |
| 2015 | 2021 |       |       |       |      |      |
| ↘290 | ↘278 |       |       |       |      |      |

Национальный состав села: татары.